# Tyholttunnelen
Tyholttunnelen (dt. Tyholttunnel) ist ein 2.760 Meter langer norwegischer Eisenbahntunnel in Trondheim. Der Bau des Tunnels wurde während des Zweiten Weltkrieges von der deutschen Wehrmacht begonnen, um eine Umleitungsstrecke in Trondheim zur Verfügung zu haben. Offiziell wurde der Tunnel aber erst mit der Aufnahme des Verkehrs auf der Bahnstrecke Stavne–Leangen 1957 in Betrieb genommen.